# Tân Hoa, Thạch Gia Trang
Tân Hoa (giản thể: 新华区; phồn thể: 新華區; bính âm: Xīnhuá Qū) là một khu (quận) thuộc địa cấp thị Thạch Gia Trang, tỉnh Hà Bắc, Trung Quốc.

### Nhai đạo
| - Cách Tân (革新街道) - Tân Hoa Lộ (新华路街道) - Ninh An (宁安街道) - Đông Tiêu (东焦街道) - Tây Uyển (西苑街道) - Hợp Tác Lộ (合作路街道) | - Liên Minh (联盟街道) - Thạch Cương (石岗街道) - Ngũ Thất (五七街道) - Thiên Uyển (天苑街道) - Bắc Uyển (北苑街道) |

### Trấn
- Đại Quách (大郭镇)
- Triêu Lăng Phố Tây (赵陵铺西镇)

### Hương
- Tam Trang (三庄乡)
- Đỗ Bắc (杜北乡)